# Cancun Grand Prix 2018
Il Cancun Grand Prix 2018 è stato la 5ª edizione dell'annuale meeting di judo e si è tenuto a Cancún, in Messico, dal 12 al 14 ottobre 2018. Il meeting è stato la undicesima tappa del circuito IJF World Tour 2018.

## Risultati
Di seguito i primi tre classificati di ogni specialità.

### Uomini
| Specialità | 1º classificato           | 2º classificato | 3º classificato                      |
| -60kg      | Tornike Tsjakadoea        | Luka Mkheidze   | David Pulkrabek Lenin Preciado       |
| -66kg      | Aram Grigoryan            | Mikhail Pulyaev | Charles Chibana Elios Manzi          |
| -73kg      | Tommy Macias              | Denis Yartsev   | Marcelo Contini Arthur Margelidon    |
| -81kg      | Sami Chouchi              | Victor Penalber | Frank de Wit Tim Gramkow             |
| -90kg      | Iván Felipe Silva Morales | Marc Odenthal   | Nacif Elias Rafael Macedo            |
| -100kg     | Niiaz Bilalov             | Laurin Boehler  | Aaron Fara Rafael Buzacarini         |
| +100kg     | Lukáš Krpálek             | Andy Granda     | Daniel Allerstorfer Tamerlan Bashaev |

### Donne
| Specialità | 1º classificato     | 2º classificato             | 3º classificato                   |
| -48kg      | Paula Pareto        | Catarina Costa              | Julia Figueroa Milica Nikolić     |
| -52kg      | Ana Perez Box       | Agata Perenc                | Chelsie Giles Ecaterina Guica     |
| -57kg      | Rafaela Silva       | Jessica Klimkait            | Timna Nelson-Levy Miryam Roper    |
| -63kg      | Magdalena Krssakova | Catherine Beauchemin-Pinard | Alexia Castilhos Amy Livesey      |
| -70kg      | Michaela Polleres   | Gabriella Willems           | Kelita Zupancic Daria Pogorzelec  |
| -78kg      | Rika Takayama       | Mayra Aguilar               | Kaliema Antomarchi Samanta Soares |
| +78kg      | Idalys Ortiz        | Maria Suelen Altheman       | Beatriz Souza Kseniia Chibisova   |